# 馬ノ上
馬ノ上（うまのうえ）は、高知県安芸郡芸西村の大字。郵便番号は781-5705（安芸郵便局管区）。本項ではかつて同区域に存在した安芸郡馬ノ上村（うまのうえむら）についても記す。

## 地理
芸西村中心部の北方一帯、和食川の上流域にあたる。西で西分、西で香南市夜須町夜須川・夜須町国光、北で久重、東で和食に接する。南北に高知県道216号羽尾琴浜線が通過する。

### 河川
- 和食川
- 西谷川
- 東谷川
- 奥出川
- 北川

## 歴史
- 幕末 - 安芸郡馬ノ上村が存在。「旧高旧領取調帳」の記載によると高知藩領。
- 明治4年7月14日（1871年8月29日） - 廃藩置県により高知県の管轄となる。
- 1889年（明治22年）4月1日 - 町村制の施行により、近世以来の馬ノ上村が単独で自治体を形成。
- 1954年（昭和29年）7月20日 - 馬ノ上村が和食村・西分村と合併して芸西村が発足。同村の大字となる。

## 交通

### バス
芸西村営バス
- 代替（過疎）バス
  - 和食駅 - 馬ノ上 - 瓜生谷 - 久重

### 道路
- 高知県道216号羽尾琴浜線